# Oso Ighodaro
Osasere Benjamin Ighodaro, detto Oso (Chandler, 14 luglio 2002), è un cestista statunitense, professionista nella NBA con i Phoenix Suns e nella NBA G League con i Valley Suns.

## Carriera
Dopo aver trascorso la carriera collegiale giocando per 4 anni alla Marquette University, viene scelto con la 40esima scelta assoluta al draft NBA 2024 dai New York Knicks, venendo poi scambiato ai Phoenix Suns.

## Statistiche

### College
| Anno      | Squadra             | PG  | PT | MP   | TC%  | 3P% | TL%  | RP  | AP  | PRP | SP  | PP   |
| --------- | ------------------- | --- | -- | ---- | ---- | --- | ---- | --- | --- | --- | --- | ---- |
| 2020-2021 | Marquette G. Eagles | 5   | 0  | 7,6  | 75,0 | -   | 0,0  | 1,2 | 0,4 | 0,2 | 0,2 | 1,2  |
| 2021-2022 | Marquette G. Eagles | 32  | 0  | 18,2 | 67,6 | -   | 73,8 | 3,3 | 0,9 | 0,6 | 0,9 | 5,5  |
| 2022-2023 | Marquette G. Eagles | 36  | 36 | 31,1 | 66,0 | -   | 54,1 | 5,9 | 3,3 | 0,9 | 1,5 | 11,4 |
| 2023-2024 | Marquette G. Eagles | 36  | 36 | 32,5 | 57,6 | 0,0 | 62,3 | 6,9 | 2,9 | 1,1 | 1,3 | 13,4 |
| Carriera  | Carriera            | 109 | 72 | 26,7 | 62,4 | 0,0 | 61,6 | 5,3 | 2,3 | 0,8 | 1,2 | 9,9  |

### NBA

#### Regular Season
| Anno      | Squadra      | PG | PT | MP   | TC%  | 3P% | TL%  | RP  | AP  | PRP | SP  | PP  |
| --------- | ------------ | -- | -- | ---- | ---- | --- | ---- | --- | --- | --- | --- | --- |
| 2024-2025 | Phoenix Suns | 61 | 6  | 17,1 | 60,4 | 0,0 | 58,0 | 3,6 | 1,2 | 0,5 | 0,5 | 4,2 |
| Carriera  | Carriera     | 61 | 6  | 17,1 | 60,4 | 0,0 | 58,0 | 3,6 | 1,2 | 0,5 | 0,5 | 4,2 |

### G League
| Anno      | Squadra     | PG | PT | MP   | TC%  | 3P% | TL%  | RP   | AP  | PRP | SP  | PP   |
| --------- | ----------- | -- | -- | ---- | ---- | --- | ---- | ---- | --- | --- | --- | ---- |
| 2024-2025 | Valley Suns | 3  | 3  | 26,2 | 78,6 | -   | 40,0 | 13,3 | 3,3 | 0,3 | 0,7 | 16,0 |
| Carriera  | Carriera    | 3  | 3  | 26,2 | 78,6 | -   | 40,0 | 13,3 | 3,3 | 0,3 | 0,7 | 16,0 |